# Latin Grammy-díj
A Latin Grammy-díj, egy különálló, a Grammy-díj átadótól önállósodott zenei díjátadó az Egyesült Államokban, amely kifejezetten a latin zenei világ művészeit díjazza különböző kategóriákban.

## Története
Már 1989-ben felmerült a Grammy-díj szervezőinek egy külön a latin zenének szóló díjátadó megszervezése, mert a Grammy-díj átadó műsoridejébe már nem fért bele a latin művészek díjazása. 
A Latin Grammy-díj Gála 2000 óta kerül megrendezésre az Egyesült Államokban. A ceremónia keretében a latin zenei élet tagjait díjazzák különböző kategóriákban. Alapvetően a díjátadón azon művészek lehetnek jelöltek a díjra, akik bárhol a világon spanyol és portugál nyelvű művet adnak elő, azonban a kecsua, katalán és guarani nyelv is beletartozik. 
Az első Latin Grammy-díjakat a CBS csatorna közvetítette, amiben a műsorvezetők a felkonferálásokat még angol nyelven folytatták, 2005 óta a spanyol nyelvű Univisión csatorna közvetíti.

## Helyszínek
- 2000 – Staple Center, Los Angeles
- 2001 – Shrine Auditorium, Los Angeles (A 2001. szeptember 11-ei terrortámadások miatt elmaradt az aznapra tervezett gála, ehelyett sajtótájékoztatón jelentették be a győzteseket)
- 2002 – Kodak Theatre, Los Angeles
- 2003 – American Airlines Arena, Miami
- 2004 – Shrine Auditorium, Los Angeles
- 2005 – Shrine Auditorium, Los Angeles
- 2006 – Madison Square Garden, New York
- 2007 – Mandalay Bay Events Center, Las Vegas
- 2008 – Toyota Center , Los Angeles
- 2009 – Mandalay Bay Events Center, Las Vegas
- 2010 – Mandalay Bay Events Center, Las Vegas
- 2011 – Mandalay Bay Events Center, Las Vegas
- 2012 – Mandalay Bay Events Center, Las Vegas
- 2013 – Mandalay Bay Events Center, Las Vegas
- 2014 – MGM Grand Garden Arena, Paradise
- 2015 – MGM Grand Garden Arena, Paradise
- 2015 – T-Mobile Arena, Paradise
- 2016 – T-Mobile Arena, Paradise
- 2017 – MGM Grand Garden Arena, Paradise
- 2018 – MGM Grand Garden Arena, Paradise
- 2019 – MGM Grand Garden Arena, Paradise

## Műsorvezetők
- 2000: Gloria Estefan, Jennifer Lopez, Andy García, Jimmy Smits és Antonio Banderas
- 2001: Jimmy Smits és Paul Rodriguez
- 2002: Gloria Estefan és Jimmy Smits
- 2003: George Lopez
- 2004: George Lopez
- 2005: Rebecca de Alba és Eduardo Santamarina
- 2006: Lucero és Victor Manuelle
- 2007: Eugenio Derbez és Lucero
- 2008: Cristian de la Fuente és Patricia Manterola
- 2009: Eugenio Derbez és Lucero
- 2010: Eugenio Derbez és Lucero
- 2011: Lucero és Cristián de la Fuente
- 2012: Lucero és Cristián de la Fuente
- 2013: Blanca Soto, Omar Chaparro és Lucero
- 2014: Eugenio Derbez
- 2015: Roselyn Sánchez és Jacqueline Bracamontes
- 2016: Sebastián Rulli és Roselyn Sánchez
- 2017: Roselyn Sánchez és Jaime Camil
- 2018: Carlos Rivera és Ana de la Reguera
- 2019: Ricky Martin

## Főbb kategóriák
- Az év albuma
- Az év felvétele
- Az év dala
- A legjobb új előadó
- A legjobb album női előadótól
- A legjobb album férfi előadótól
- A legjobb album duotól vagy együttestől
- A legjobb rock dal
- A legjobb solo rock album
- A legjobb rock duó vagy együttes albuma
- A legjobb alternatív zenéjű album
- A legjobb urban zenei album
- A legjobb urban zenei dal
- A legjobb ranchera album
- A legjobb rövidfilm videó
- A legjobb hosszúfilm videó